# العطف (خنفر)

تعديل مصدري - تعديل

العطف هي إحدى قرى عزلة جعار بمديرية خنفر التابعة لمحافظة أبين، بلغ تعداد سكانها 142 نسمة حسب تعداد اليمن لعام 2004.